# 熊谷保孝
熊谷 保孝（くまがい やすたか、1946年 - ）は、日本の神道学者、教育者。

## 概要
滝川高等学校卒業（同窓会副会長、会長代行）、國學院大學文学部卒業、國學院大學大学院文学研究科博士課程修了、博士（神道学）。
日本学術振興会奨励研究員。昭和54年、滝川高等学校教諭、現在に至る。この間、武庫川女子短期大学非常勤講師、神戸学院女子短期大学非常勤講師、兵庫県立姫路短期大学非常勤講師、兵庫大学非常勤講師を歴任。

## 役職
- 神道宗教学会理事[4]
- 国家ビジョン研究会日本文明研究分科会委員[5]
- 日本政治経済研究所理事[6]
- 日本精神文化研究所理事[6]
- 摂播歴史研究会運営委員長[6]

## 著書
- 日本古代の神祇と政治（日東館 1977年）[7]
- 歴史を考える（日東館 1979年）[7]
- 律令国家と神祇（第一書房 1982年）[7]
- 人類が生き残るには : 天皇・茶の湯・生け花を通して考える（国際図書 1992年）[7]
- 世界の諸宗教（晃洋書房 1992年）[7]
- 日本上代の生死観（渓水社 2009年）[7]
- 日本の生き残りをかけた教育を!（Book Way 2011年）[7]
- 茶の湯　こころの歴史（一粒書房　2018年）

## 共著
- 今鏡人名総索引 : 平安末期政治史資料（政治経済史学会 1969年）[7]